# 選挙協力
選挙協力（electoral alliance ）とは、選挙における政党または単独で立候補する個人の提携である。他の類似する用語には、（二党間の）選挙合意、選挙協定、選挙連合、選挙ブロックがある。
協力関係内のそれぞれの政党は、自らの政策を持っているが、それらの投票者の支持を集めて当選するために共通の目標とイデオロギーを優先させ一時的に違いを脇に置くことを選ぶ。時折、政策目標がとても異なる政党によって選挙協力がなされ、特定の候補や政党が力を得ることを防ぐために、資金や人を出し合う合意をすることがある。特に小選挙区制下で行われることが多い。
選挙後になされる連携とは違い、選挙協力におけるパートナーは、互い対抗して立候補しないのが普通であり、むしろその支持者にその協力関係にある他方の候補者に投票するよう促す。投票で大いに成功を収めている大政党との協定においては、小政党が大政党の傘下で候補者を擁立し、内閣または立法府において小政党の当選者が大政党の当選者と同席することもある。彼らは選挙後も協力を続けることを目指すのが普通で、例えば共通の見解を持つ問題について共にキャンペーンを行う。
主要政党の候補者への支持または指名を申し出ることで、少数政党はその候補者の公約に影響を与える立場になる可能性がある。